# مركز الحياة للإعلام
مركز الحياة للإعلام هو مؤسسة إعلامية تابعة لتنظيم الدولة الإسلامية تم إنشائها في مايو 2014، أنتج مركز الحياة للإعلام المواد المرئية والمسموعة والمقروءة بلغات متعددة، منها: الإنجليزية والفرنسية والألمانية والتركية والروسية وبالإضافة إلى اللغة العربية  فيما يختص «مركز الفرات للإعلام» بلغات المشرق. كذلك الإنتاج غير المجدول مثل: الإصدارات المرئية والإصدارات المسموعة (الأناشيد)، ومن أشهرها سلسلة إصدارات بعنوان: «لهيب الحرب» الّتي تحتوي على تأثيرات تقنية ذات إحترافية عالية، وتمتاز إنتاجات المركز بأنها ذات جودة عالية، ومن المرجح أن فريق عمل المركز خبيرٌ في العمل مع الجمهور الغربي، وينتج المركز إصدارات مرئية متنوعة موجهة للإعلام الغربي، كما عرض المركز مجموعة من الإصدارات الّتي تتعلِّق بالحياة داخل الأراضي الّتي يسيطر عليها تنظيم الدولة الإسلامية، والّتي تدعو المسلمين حول العالم إلى الهجرة للعيش في حكم الدولة الإسلامية.

## الإصدارات
أصدر مركز الحياة مواد مختلفة منها المرئي والذي تضمن سلسلة من الإصدارات المرئية والإصدارات المرئية المنفردة، بالإضافة إلى الأناشيد المرئية؛ كما أصدر المواد المسموعة والتي تضمنت أناشيدًا بأزود عن عشرة لغات، والمواد المكتوبة والذي أصدرها عبر مجلات دورية وهي مجلة دار الإسلام الفرنسية ومجلة المنبع الروسية ومجلة القسطنطينية التركية؛ وجميعها استبدلت فيما بعد بـ «مجلة رومية» التي صدرت بلغات متعددة.

### المواد المرئية

#### إصدارات منفردة
| العنوان (باللغة العربية)           | العنوان (باللغة الإنجليزية)                                | المدة | اللغة                                           |
| ---------------------------------- | ---------------------------------------------------------- | ----- | ----------------------------------------------- |
| ولا تنظرون                         | No Respite                                                 | 04:13 | العربية والإنجليزية والفرنسية والروسية والتركية |
| شروق الخلافة وعودة الدينار الذهبي  | The Rise of the Caliphate and the Return of the Gold Dinar | 54:59 | العربية والإنجليزية                             |
| نهاية سايكس بيكو                   | The End Of Sykes-Pikot                                     | 15:03 | العربية والإنجليزية ولغات اخرى                  |
| رسالة موقعة بالدماء إلى أمة الصليب | A Message Signed With Blood To The Nation of The Cross     | 05:01 | العربية والإنجليزية                             |
| ماذا تنتظرون؟                      | ?What Are You Waiting For                                  | 07:10 | العربية والإنجليزية                             |
| ملة الكفر واحدة                    | The Religion Of Kufr Is One                                | 03:13 | العربية والإنجليزية                             |
| فتربصوا إنا معكم متربصون           | Wait We Are also waiting                                   | 09:14 | العربية والإنجليزية ولغات أخرى                  |
| من داخل الموصل                     | From Inside Mosul                                          | 08:15 | العربية والإنجليزية                             |
| لا حياة بدون الجهاد                | No Life Without Jihad                                      | 13:26 | العربية والإنجليزية                             |
| فاستبقوا الخيرات                   | Race Towards Good                                          | 14:58 | العربية والإنجليزية                             |

#### سلاسل

##### سلسلة «لهيب الحرب»
سلسلة مكونة من إصدارين؛ صدر المرئي الأول بعنوان لهيب الحرب "الآن جاء القتال" وصدر باللغة الإنجليزية واللغة العربية، وكانت مدته 55:24 دقيقة. في 29 نوفمبر 2017 صدر المرئي الثاني من لهيب الحرب في 8 أغسطس 2017 بعنوان: لهيب الحرب: "إلى قيام الساعة"، وجاء المرئي بجزئه الثاني بنسختين: عربية وإنجليزية ومدته بالنسخة العربية 58:13 دقيقة ومدته بالنسخة الإنجليزية 58:08 دقيقة. وأنتجت السلسلة بتقنية عالية الجودة لعرض الصورة (Full HD) وصُنِع باحترافية عالية. جاء الفيلم الأول مدته 55 دقيقة و14 ثانية صدر بلغة إنجليزية ومترجم للعربية، واُنْتِج بتقنية عالية الجودة لعرض الصورة (Full HD). وصُنِع باحترافية عالية. أمّا الفيلم الثاني صدر بنسختين: عربية وإنجليزية، ومدته بالنسخة العربية 58:13 دقيقة ومدته بالنسخة الإنجليزية 58:08 دقيقة، وأنتج أيضًا بتقنية عالية الجودة لعرض الصورة (Full HD) وصنع باحترافية عالية. وفي فبراير 2015 منعت محكمة روسية بث الفيلم حيث صادقت على دعوى نيابة موسكو بمنع انتشار مادة الفيديو على كل الأراضي الروسية بعد بثه عى موقع "VK.com".
احتوى الجزء الأول سردًا لتاريخ أمريكا وكلمة جورج بوش يعلن الحرب على العراق وتجديد أوباما الحرب على تنظيم الدولة الإسلامية، ووثق الفيديو معارك ضد النظام وقوات PKK وYPG والجيش العراقي، بالإضافة إلى معارك السيطرة على مطار منغ والفرقة 17 بريف الرقة. واحتوى على رسائل موجهة لدول التحالف.
أما الجزء الثاني فتطرق لتطورات معركتي الموصل والرقة. ومعارك صحراء العراق وتدمر وسيناء، وركز على معارك السيطرة على تدمر، وسجل المقطع إعدام أحد طياري النظام السوري حرقًا، وظهر في نهاية الفيلم رجل ملثم يتحدث باللغة الإنجليزية أمام أسرى من جنود الجيش العراقي والجيش السوري يحفرون قبورهم بأيديهم ليُقتَلوا رميًا بالرصاص.
| م | العنوان (باللغة العربية)     | العنوان (باللغة الإنجليزية)                 | التاريخ       | المدة       |
| - | ---------------------------- | ------------------------------------------- | ------------- | ----------- |
| 1 | لهيب الحرب «الآن جاء القتال» | "Flames Of War "The Fighting HAS Just Begun | 28 يوليو 2017 | 55:24       |
| 2 | لهيب الحرب «إلى قيام الساعة» | "Flames Of War "Until The Final Hour        | 8 أغسطس 2017  | 58:13 58:08 |

##### سلسلة «من الداخل»
سلسلة مرئية مكونة من ثمانية إصدارات، بدأت من تاريخ 28 يوليو 2017 وانتهت بتاريخ 31 أكتوبر 2018؛ صدرت السلسلة باللغة الإنجليزية واللغة العربية، تراوحت مدة أقصرها 03:11 وأطولها وصل إلى 20:20.
| م | العنوان (باللغة العربية) | العنوان (باللغة الإنجلزية) | التاريخ        | المدة |
| - | ------------------------ | -------------------------- | -------------- | ----- |
| 1 | من الداخل 1              | Inside 1                   | 28 يوليو 2017  | 03:11 |
| 2 | من الداخل 2              | Inside 2                   | 8 أغسطس 2017   | 05:02 |
| 3 | من الداخل 3              | Inside 3                   | 20 أغسطس 2017  | 06:47 |
| 4 | من الداخل 4              | Inside 4                   | 23 سبتمبر 2017 | 03:31 |
| 5 | من الداخل 5              | Inside 5                   | 17 ديسمبر 2017 | 6:19  |
| 6 | من الداخل 6              | Inside 6                   | 27 ديسمبر 2017 | 04:16 |
| 7 | من الداخل 7              | Inside 7                   | 1 أبريل 2018   | 20:20 |
| 8 | من الداخل 8              | Inside 8                   | 31 أكتوبر 2018 | 16:21 |

##### سلسلة «حصاد الاجناد»
سلسلة إصدارات أسبوعية قصيرة، صدرت باللغتين العربية والإنجليزية تتناول نتائج هجمات الدولة الإسلامية خلال أسبوع، فيما بعد أصبح «حصاد الأجناد» يصدر على هيئة إنفوغرافيك يعرض في «صحيفة النبأ» الأسبوعية.

##### سلسلة «الإصدارات المميزة من ولايات الدولة الإسلامية»
سلسة إصدارات شهرية قصيرة، تصدر باللغتين العربية والإنجليزية، تتناول أفضل 10 إصدارات من ولايات الدولة الإسلامية (وهي التي تصدرها المكاتب الإعلامية التابعة لكل ولاية)، السلسلة مشابهة لسلسلة سابقة أصدرتها المؤسسة تحمل اسم «الإصدارات العشرة المختارة من ولايات الدولة الإسلامية».

#### المواد المكتوبة
أصدر مركز الحياة عدد ثلاثة مجلات قبل أن تستبدل بـ «مجلة رومية» التي تصدر بلغات عدة، المجلات هي: مجلة دار الإسلام الفرنسية ومجلة المنبع الروسية ومجلة القسطنطينية التركية، فيما بعد استبدلت المجلات الثلاث بـ «مجلة رومية» التي تصدر بأزود عن عشرة لغات.
| العدد | التاريخ (هجري)   | التاريخ (ميلادي) | عدد الصفحات | الأيام بين الإصدارات |
| ----- | ---------------- | ---------------- | ----------- | -------------------- |
| 1     | ذو الحجة 1437    | 5 سبتمبر 2016    | 38          | 0                    |
| 2     | محرم 1438        | 4 أكتوبر 2016    | 38          | 29                   |
| 3     | شوال 1438        | 11 نوفمبر 2016   | 46          | 38                   |
| 4     | ربيع الأول 1438  | 7 ديسمبر 2016    | 40          | 26                   |
| 5     | ربيع الأخر 1438  | 6 يناير 2017     | 44          | 31                   |
| 6     | جمادى أولى 1438  | 4 فبراير 2017    | 44          | 29                   |
| 7     | جمادى الأخر 1438 | 7 مارس 2017      | 38          | 31                   |
| 8     | رجب 1438         | 4 أبريل 2017     | 48          | 28                   |
| 9     | شعبان 1438       | 4 مايو2017       | 58          | 43                   |
| 10    | رمضان 1438       | 17 يونيو 2017    | 46          | 31                   |
| 11    | شوال 1438        | 13 يوليو 2017    | 60          | 26                   |
| 12    | ذو القعدة 1438   | 6 أغسطس 2017     | 46          | 26                   |
| 13    | ذو الحجة 1438    | 9 سبتمبر2017     | 44          | 34                   |